# 光延一郎
光延 一郎（みつのぶ いちろう、1956年 - ）は、日本の神学者、カトリック教会（イエズス会）神父（司祭）。上智大学神学部神学科教授。

## 来歴
1979年上智大学文学部哲学科卒業。横浜高校での3年間にわたる教員（社会科）生活を経て、上智大学大学院哲学研究科を1985年修了。同年イエズス会に入会を果たす。
1990年上智大学神学部神学科を卒業後、同大学院神学研究科（神学専攻）を1993年に修了。この間六甲学院にて1990年より1年間教員を務めた。1992年には司祭に叙階される。
2000年ザンクト・ゲオルゲン哲学・神学大学（ドイツ連邦共和国）大学院神学研究科博士後期課程を修了。2003年より1年間白百合女子大学講師を務めた後、上智大学図書館石神井分館長、同大学神学研究科委員長を歴任。
2011年より2017年まで上智大学神学部長を務めている。

## 人物
- 上智大学哲学科に入学したきっかけは、高校時代の倫理学の教師がクリスチャンであったため[2]。
- 高校時代は井上靖の歴史小説『天平の甍』に感銘を受け、作中の遣唐使学僧がたどったような修道・学問の世界に憧憬を抱いていたという[2]。
- 平和といのち・イグナチオ9条の会世話人[3]の他、日本国憲法第9条にノーベル平和賞を受賞させる運動の推薦人を務める[4]など、護憲運動にも力を入れている。TBS系ニュース番組「NEWS23」（2014年4月30日放映）でもコメントが取り上げられた。

## 著書
- 『神学的人間論入門:神の恵みと人間のまこと』（教友社、2010年）

### 編著
- 『自由は域を超えて:現代キリスト教と倫理:二〇〇四年上智大学神学部夏期神学講習会講演集』（サンパウロ、2006年）
- 『日本の教会と神学:第二ヴァティカン公会議後40年の歩み:二〇〇五年上智大学神学部夏期神学講習会議演集』（サンパウロ、2007年）
- 『キリスト教信仰と現代社会:21世紀への挑戦:2006年上智大学神学部夏期神学講習会講演集』（サンパウロ、2008年）
- 『今、日本でカトリックであることとは?:2007年上智大学神学部夏期神学講習会講演集』（サンパウロ、2009年）
- 『イエス・キリストの『幸福（さいわい）』:キリスト教の原点を見つめて : 2008年上智大学神学部夏期神学講習会講演集』（サンパウロ、2010年）